# Lipinia semperi
Espèce
Synonymes
- Lygosoma semperi Peters, 1867

Statut de conservation UICN

 DD  : Données insuffisantes
Lipinia semperi est une espèce de sauriens de la famille des Scincidae.

## Répartition
Cette espèce est endémique des Philippines. Elle se rencontre sur les îles de Mindanao et de Camiguin.

## Étymologie
Cette espèce est nommée en l'honneur de Karl Gottfried Semper (1832–1893).

## Publication originale
- Peters, 1867 : Herpetologische Notizen. Monatsberichte der Königlich Preussischen Akademie der Wissenschaften zu Berlin, vol. 1867, p. 13-37 (texte intégral).